# 行きがけの空
『行きがけの空』（いきがけのそら）は、2025年8月1日に公開された日本映画。監督は西谷真一、主演は三浦貴大。
北海道・小樽を舞台に、母を亡くした女子高生・美歩が遺品の携帯電話から母の「青春の記録」を知り、過去と向き合い成長していく姿と、彼女を見守ることになった、若き日の美歩の母の恋人・建斗の絆が描かれる。
作品の舞台となった小樽では、同年7月25日よりイオンシネマ小樽にて先行上映が実施された。

## キャスト

### 主要人物
望月建斗
演 - 三浦貴大
東京で活動する舞台俳優。美歩の母・深雪の元恋人。美歩から手紙を受け取り、小樽を訪れる。
星野美歩
演 - 服部樹咲
小樽の高校生。ダンサーを目指すが、母が亡くなったことでアルバイトに追われる日々を過ごしている。

### 周辺人物
望月涼子
演 - 菜葉菜
建斗の妻。末期がんを患っている。思い悩む夫の背中を押す。
星野深雪
演 - 藤丸千
美歩の母。若い時に建斗と交際していた。亡くなった後、美歩が遺品から古い携帯電話を発見し、建斗と一緒に写った写真を目にする。
影山唯
演 - 片山友希
宮坂善生
演 - 草野康太

### その他（役名不詳）
- 大高洋子[1]、神村美月[3]、茂手木桜子[3]

## スタッフ
- 監督 - 西谷真一
- 脚本 - 田中晶子[3]
- エグゼクティブプロデューサー - 石井秀幸[3]
- 企画プロデュース - 川口義宏、西谷真一、加賀恵美[3]
- 撮影 - 岡本和大[3]
- 照明 - 川井稔[3]
- 録音 - 照井康政[3]
- 効果整音 - 紫藤佑弥[3]
- 衣装 - 北村彩子[3]
- メイク - 紺谷恵利[3]
- カラリスト - 池田圭[3]
- 編集 - 小林由加子[3]
- 音楽 - 谷口尚久[3]
- 助監督 - 川原圭敬[3]
- ラインプロデューサー - 山口清威[3]
- プロデューサー補 - 植地美鳩[3]
- 制作 - 小松広季[3]
- 題字 - 藤原新也[3][注 1]
- ポスター撮影 - 藤原新也[3]
- 配給 - T-artist、アークエンタテインメント[3]